# Epirrhoe
Epirrhoe es un género de polilla perteneciente a la familia Geometridae, descrito por primera vez por el entomólogo Jacob Hübner en 1825, con distribución en el Paleártico.

## Descripción
Las antenas son filiformes, ligeramente aplanadas. El ala anterior generalmente tiene una areola grande y única, que es doble en algunas especies. R1 surge cerca del ápice de la areola, R2 a R4 y R5 se elevan de manera conada desde el ápice de la areola.: Notas 1  Las larvas son generalmente monófagas en Galium (Rubiaceae). Pasa el invierno como pupa.

## Especies
El género fue creado para especies paleárticas. El género cuenta con 17 especies que incluye algunas de América del Norte, algunas del oeste de China y algunas en África.
- E. achatina Prout, 1915
- Epirrhoe alternata (Müller, 1764)
- Epirrhoe annulifera (Warren, 1902)
- Epirrhoe commixta Matsumura, 1925
- Epirrhoe crispoides Herbulot, 1988
- Epirrhoe dubiosata (Alphéraky, 1883)
- Epirrhoe edelsteni Prout, 1916
- Epirrhoe eustropha Turner, 1926
- Epirrhoe excentricata Alphéraky, 1892
- Epirrhoe fulminata (Alphéraky, 1883)
- Epirrhoe galiata (Denis & Schiffermüller, 1775)
  - Epirrhoe galiata galiata (Denis & Schiffermüller, 1775)
  - Epirrhoe galiata orientata (Staudinger, 1901)
- Epirrhoe hastulata (Hübner, 1790)
- Epirrhoe kezonmetaria Oberthür, 1893
- Epirrhoe latevittata (Turati, 1913)
- Epirrhoe medeifascia (Grossbeck, 1908)
- Epirrhoe mirabilata Grote, 1883
- Epirrhoe molluginata (Hübner, 1813)
- Epirrhoe plebeculata (Guenée, 1857)
- Epirrhoe psyroides Herbulot, 1988
- Epirrhoe pupillata (Thunberg, 1788)
- Epirrhoe reductula Bryk, 1942
- Epirrhoe rivata (Hübner, [1813])
- Epirrhoe rivatula Bryk, 1942
- Epirrhoe sandosaria (Herrich-Schäffer, 1852)
- Epirrhoe sperryi Herbulot, 1951
- Epirrhoe supergressa (Butler, 1879)
- Epirrhoe tartuensis Möls, 1965
- Epirrhoe timozzaria (Constant, 1884)
- Epirrhoe trappa Schaus, 1901
- Epirrhoe tristata (Linnaeus, 1758)
- Epirrhoe virginea Alphéraky, 1892